# مقاطعة شيردان (داكوتا الشمالية)
شيردان (بالإنجليزية: Sheridan)‏ هي إحدى مقاطعات ولاية داكوتا الشمالية في الولايات المتحدة الأمريكية.